# Cúp Vàng CONCACAF 2000
Cúp Vàng CONCACAF 2000 là Cúp bóng đá Bắc, Trung Mỹ và Caribe lần thứ 5, do CONCACAF tổ chức.
Giải đấu được diễn ra tại Hoa Kỳ từ 12 đến 27 tháng 2 năm 2000. Giải đấu có 12 đội tham dự, trong đó, Peru, Colombia là những đội khách mời từ CONMEBOL và Hàn Quốc là đội khách mời từ AFC, chia làm 4 bảng 3 đội, để chọn ra 4 đội đứng đầu bảng giành quyền vào vòng trong. Canada giành chức vô địch đầu tiên, sau khi vượt qua Colombia 2–0 ở trận chung kết.

## Vòng play-off
| Đội         | Số trận | Thắng | Hòa | Thua | Bàn thắng | Bàn thua | Hiệu số | Điểm |
| ----------- | ------- | ----- | --- | ---- | --------- | -------- | ------- | ---- |
| Canada      | 3       | 2     | 1   | 0    | 4         | 2        | +2      | 7    |
| Haiti       | 3       | 1     | 1   | 1    | 3         | 3        | 0       | 4    |
| Cuba        | 3       | 1     | 1   | 1    | 3         | 2        | +1      | 4    |
| El Salvador | 3       | 0     | 1   | 2    | 3         | 6        | –3      | 1    |

| Canada | 0–0      | Cuba |
| ------ | -------- | ---- |
|        | Chi tiết |      |

| El Salvador | 1–1      | Haiti          |
| ----------- | -------- | -------------- |
| Montes 3'   | Chi tiết | Descolines 80' |

| Canada                     | 2–1      | El Salvador                       |
| -------------------------- | -------- | --------------------------------- |
| Corazzin 9' · Fletcher 59' | Chi tiết | Arce 47' (ph.đ.) · Cienfuegos 38' |

| Cuba | 0–1      | Haiti          |
| ---- | -------- | -------------- |
|      | Chi tiết | Descolines 75' |

| Canada           | 2–1      | Haiti                         |
| ---------------- | -------- | ----------------------------- |
| Corazzin 9', 43' | Chi tiết | Descolines 48' · Thélusma 75' |

| Cuba                                   | 3–1      | El Salvador      |
| -------------------------------------- | -------- | ---------------- |
| Bobadilla 43' · Prado 75' · Roldán 90' | Chi tiết | Arce 63' (ph.đ.) |

## Các đội giành quyền tham dự
| Đội                | Tư cách qua vòng loại             | Lần tham dự | Thành tích tốt nhất          |
| Vùng Bắc Mỹ        | Vùng Bắc Mỹ                       | Vùng Bắc Mỹ | Vùng Bắc Mỹ                  |
| ------------------ | --------------------------------- | ----------- | ---------------------------- |
| México             | Dự thẳng                          | 5           | Vô địch (1993, 1996, 1998)   |
| Hoa Kỳ             | Chủ nhà                           | 5           | Vô địch (1991)               |
| Vùng Caribe        |                                   |             |                              |
| Jamaica            | Vô địch Cúp Caribe 1998           | 3           | Hạng ba (1993)               |
| Trinidad và Tobago | Á quân Cúp Caribe 1998            | 2           | Vòng bảng (1991, 1996, 1998) |
| Vùng Trung Mỹ      |                                   |             |                              |
| Costa Rica         | Vô địch Cúp bóng đá Trung Mỹ 1999 | 3           | Hạng ba (1993)               |
| Guatemala          | Á quân Cúp bóng đá Trung Mỹ 1999  | 3           | Hạng tư (1996)               |
| Honduras           | Hạng ba Cúp bóng đá Trung Mỹ 1999 | 4           | Á quân (1991)                |
| Play-off           |                                   |             |                              |
| Canada             |                                   | 4           | Vòng bảng (1991, 1993, 1996) |
| Haiti              |                                   | Lần đầu     |                              |
| Khách mời          |                                   |             |                              |
| Colombia           |                                   | Lần đầu     |                              |
| Perú               |                                   | Lần đầu     |                              |
| Hàn Quốc           |                                   | Lần đầu     |                              |

## Địa điểm
| Los Angeles           | San Diego             | Miami            |
| --------------------- | --------------------- | ---------------- |
| Đấu trường Tưởng niệm | Sân vận động Qualcomm | Orange Bowl      |
| Sức chứa: 93.607      | Sức chứa: 70.561      | Sức chứa: 74.476 |
|                       |                       |                  |

## Vòng bảng

### Bảng A
| Đội      | Số trận | Thắng | Hòa | Thua | Bàn thắng | Bàn thua | Hiệu số | Điểm |
| -------- | ------- | ----- | --- | ---- | --------- | -------- | ------- | ---- |
| Honduras | 2       | 2     | 0   | 0    | 4         | 0        | +4      | 6    |
| Colombia | 2       | 1     | 0   | 1    | 1         | 2        | –1      | 3    |
| Jamaica  | 2       | 0     | 0   | 2    | 0         | 3        | –3      | 0    |

| Colombia     | 1–0      | Jamaica |
| ------------ | -------- | ------- |
| Martínez 15' | Chi tiết |         |

| Jamaica      | 0–2      | Honduras                          |
| ------------ | -------- | --------------------------------- |
| Lawrence 32' | Chi tiết | Pavón 51' (ph.đ.) · Caballero 84' |

| Honduras              | 2–0      | Colombia |
| --------------------- | -------- | -------- |
| Pavón 71' · Nuñez 78' | Chi tiết |          |

### Bảng B
| Đội    | Số trận | Thắng | Hòa | Thua | Bàn thắng | Bàn thua | Hiệu số | Điểm |
| ------ | ------- | ----- | --- | ---- | --------- | -------- | ------- | ---- |
| Hoa Kỳ | 2       | 2     | 0   | 0    | 4         | 0        | +4      | 6    |
| Perú   | 2       | 0     | 1   | 1    | 1         | 2        | –1      | 1    |
| Haiti  | 2       | 0     | 1   | 1    | 1         | 4        | –3      | 1    |

| Hoa Kỳ                                         | 3–0      | Haiti |
| ---------------------------------------------- | -------- | ----- |
| Kirovski 18' · Wynalda 55' (ph.đ.) · Jones 90' | Chi tiết |       |

| Haiti     | 1–1      | Perú       |
| --------- | -------- | ---------- |
| Vorbe 61' | Chi tiết | Zúñiga 69' |

| Perú | 0–1      | Hoa Kỳ    |
| ---- | -------- | --------- |
|      | Chi tiết | Jones 59' |

### Bảng C
| Đội                | Số trận | Thắng | Hòa | Thua | Bàn thắng | Bàn thua | Hiệu số | Điểm |
| ------------------ | ------- | ----- | --- | ---- | --------- | -------- | ------- | ---- |
| México             | 2       | 1     | 1   | 0    | 5         | 1        | +4      | 4    |
| Trinidad và Tobago | 2       | 1     | 0   | 1    | 4         | 6        | –2      | 3    |
| Guatemala          | 2       | 0     | 1   | 1    | 3         | 5        | –2      | 1    |

| México                                                                              | 4–0      | Trinidad và Tobago |
| ----------------------------------------------------------------------------------- | -------- | ------------------ |
| Rafael Márquez 36' · Hernández 52' · David 75' (l.n.) · Palencia 85' · Arellano 88' | Chi tiết |                    |

| Trinidad và Tobago                                | 4–2      | Guatemala               |
| ------------------------------------------------- | -------- | ----------------------- |
| Latapy 26' · Dwarika 36' · Nakhid 52' · Yorke 83' | Chi tiết | Plata 30' · Ramírez 47' |

| México   | 1–1      | Guatemala   |
| -------- | -------- | ----------- |
| Mora 26' | Chi tiết | Miranda 28' |

### Bảng D
| Đội        | Số trận | Thắng | Hòa | Thua | Bàn thắng | Bàn thua | Hiệu số | Điểm |
| ---------- | ------- | ----- | --- | ---- | --------- | -------- | ------- | ---- |
| Costa Rica | 2       | 0     | 2   | 0    | 4         | 4        | 0       | 2    |
| Canada     | 2       | 0     | 2   | 0    | 2         | 2        | 0       | 2    |
| Hàn Quốc   | 2       | 0     | 2   | 0    | 2         | 2        | 0       | 2    |

| Costa Rica                | 2–2      | Canada                    |
| ------------------------- | -------- | ------------------------- |
| J. Soto 11' · Wallace 54' | Chi tiết | Corazzin 19' (ph.đ.), 57' |

| Hàn Quốc | 0–0      | Canada |
| -------- | -------- | ------ |
|          | Chi tiết |        |

| Hàn Quốc                | 2–2      | Costa Rica                 |
| ----------------------- | -------- | -------------------------- |
| D. Lee 14' · M. Lee 75' | Chi tiết | Wanchope 66' · Medford 85' |

## Vòng đấu loại trực tiếp
|  | Tứ kết                 | Tứ kết                   |                          |   | Bán kết | Bán kết |  |  | Chung kết | Chung kết |
|  |                        |                          |                          |   |         |         |  |  |           |           |
|  | 19 tháng 2 - Miami     |                          |                          |   |         |         |  |  |           |           |
|  |                        |                          |                          |   |         |         |  |  |           |           |
|  | Hoa Kỳ                 | 2 (1)                    |                          |   |         |         |  |  |           |           |
|  | Hoa Kỳ                 | 2 (1)                    | 23 tháng 2 - San Diego   |   |         |         |  |  |           |           |
|  | Colombia               | 2 (2)                    |                          |   |         |         |  |  |           |           |
|  | Colombia               | 2 (2)                    | Colombia                 | 2 |         |         |  |  |           |           |
|  | 19 tháng 2 - Miami     |                          | Colombia                 | 2 |         |         |  |  |           |           |
|  |                        |                          | Perú                     | 1 |         |         |  |  |           |           |
|  | Honduras               | 3                        | Perú                     | 1 |         |         |  |  |           |           |
|  | Honduras               | 3                        | 27 tháng 2 - Los Angeles |   |         |         |  |  |           |           |
|  | Perú                   | 5                        |                          |   |         |         |  |  |           |           |
|  | Perú                   | 5                        | Colombia                 | 0 |         |         |  |  |           |           |
|  | 20 tháng 2 - San Diego |                          | Colombia                 | 0 |         |         |  |  |           |           |
|  |                        | Canada                   | 2                        |   |         |         |  |  |           |           |
|  | Costa Rica             | Canada                   | 2                        | 1 |         |         |  |  |           |           |
|  | Costa Rica             | 24 tháng 2 - Los Angeles |                          | 1 |         |         |  |  |           |           |
|  | Trinidad và Tobago     | 2                        |                          |   |         |         |  |  |           |           |
|  | Trinidad và Tobago     | 2                        | Trinidad và Tobago       | 0 |         |         |  |  |           |           |
|  | 20 tháng 2 - San Diego |                          | Trinidad và Tobago       | 0 |         |         |  |  |           |           |
|  |                        |                          | Canada                   | 1 |         |         |  |  |           |           |
|  | México                 | 1                        | Canada                   | 1 |         |         |  |  |           |           |
|  | México                 | 1                        |                          |   |         |         |  |  |           |           |
|  | Canada                 | 2                        |                          |   |         |         |  |  |           |           |
|  | Canada                 | 2                        |                          |   |         |         |  |  |           |           |
|  |                        |                          |                          |   |         |         |  |  |           |           |

## Tứ kết
| Hoa Kỳ                                  | 2–2 (s.h.p.) | Colombia                              |
| --------------------------------------- | ------------ | ------------------------------------- |
| McBride 20' · Armas 51'                 | Chi tiết     | Asprilla 24' · Bedoya 81', 120'       |
| Loạt sút luân lưu                       |              |                                       |
| Wynalda · Reyna · Lewis · Armas · Olsen | 1–2          | Pérez · Martínez · Candelo · Mosquera |

| Honduras                                                        | 3–5      | Perú                                                                       |
| --------------------------------------------------------------- | -------- | -------------------------------------------------------------------------- |
| Clavasquín 32' · Pavón 67' (ph.đ.) 89' · Pineda 69' · Reyes 89' | Chi tiết | Holsen 7' · J. Soto 14' (ph.đ.) · Del Solar 50' · Palacios 52' · Sáenz 87' |

Trận đấu tạm dừng ở phút 89 do để cổ động viên làm loạn.
| Costa Rica   | 1–2 (s.h.p.) | Trinidad và Tobago         |
| ------------ | ------------ | -------------------------- |
| Wanchope 89' | Chi tiết     | Dwarika 26' · Trotman 101' |

| México      | 1–2 (s.h.p.) | Canada                      |
| ----------- | ------------ | --------------------------- |
| Ramírez 35' | Chi tiết     | Corazzin 83' · Hastings 92' |

## Bán kết
| Colombia                         | 2–1      | Perú         |
| -------------------------------- | -------- | ------------ |
| Salazar 39' (l.n.) · Bonilla 53' | Chi tiết | Palacios 75' |

| Trinidad và Tobago | 0–1      | Canada     |
| ------------------ | -------- | ---------- |
|                    | Chi tiết | Watson 68' |

## Chung kết
| Canada                            | 2–0      | Colombia |
| --------------------------------- | -------- | -------- |
| de Vos 45' · Corazzin 68' (ph.đ.) | Chi tiết |          |

### Vô địch
| Vô địch Cúp Vàng CONCACAF 2000 Canada Lần thứ hai |

## Giải thưởng
| Vua phá lưới:  | Cầu thủ xuất sắc nhất: | Tân binh của giải đấu: | Giải Fair Play: |
| -------------- | ---------------------- | ---------------------- | --------------- |
| Carlo Corazzin | Craig Forrest          | Richard Hastings       | Jason de Vos    |

## Danh sách cầu thủ ghi bàn
4 bàn
- Carlo Corazzin

3 bàn
- Carlos Pavón

2 bàn
- Roberto Palacios
- Arnold Dwarika
- Cobi Jones

### Best XI
- G -  Craig Forrest
- D -  Rafael Márquez
- D -  Jason DeVos
- M -  Ramón Ramírez
- M -  Roberto Palacios
- M -  Russell Latapy
- F -  Cobi Jones
- F -  Arnold Dwarika
- F -  Carlo Corazzin
- F -  Carlos Pavón
- F -  Dwight Yorke

## Bảng xếp hạng giải đấu
| Đội | Đội                | Số trận | Thắng | Hòa | Thua | Bàn thắng | Bàn thua | Hiệu số |
| --- | ------------------ | ------- | ----- | --- | ---- | --------- | -------- | ------- |
| F   | Canada             | 5       | 3     | 2   | 0    | 7         | 3        | +4      |
| F   | Colombia           | 5       | 2     | 1   | 2    | 5         | 7        | -2      |
| S   | Trinidad và Tobago | 4       | 2     | 0   | 2    | 6         | 8        | -2      |
| S   | Perú               | 4       | 1     | 1   | 2    | 7         | 7        | 0       |
| Q   | Hoa Kỳ             | 3       | 2     | 1   | 0    | 6         | 2        | +4      |
| Q   | Honduras           | 3       | 2     | 0   | 1    | 7         | 5        | +2      |
| Q   | México             | 3       | 1     | 1   | 1    | 6         | 3        | +3      |
| Q   | Costa Rica         | 3       | 0     | 2   | 1    | 5         | 6        | -1      |
| 1   | Hàn Quốc           | 2       | 0     | 2   | 0    | 2         | 2        | 0       |
| 1   | Guatemala          | 2       | 0     | 1   | 1    | 3         | 5        | -2      |
| 1   | Haiti              | 2       | 0     | 1   | 1    | 1         | 4        | -3      |
| 1   | Jamaica            | 2       | 0     | 0   | 2    | 0         | 3        | -3      |